# اسیر (فیلم ۲۰۱۴)
اسیر (انگلیسی: The Captive) که پیشتر با نام‌های ملکه شب (به انگلیسی: Queen of the Night) و اسیرها شناخته می‌شد، فیلمی کانادایی در گونه دلهره‌آور به کارگردانی آتوم اگویان است که در سال ۲۰۱۴ منتشر شد. این فیلم در بخش مسابقه جشنواره فیلم کن ۲۰۱۴ به نمایش درآمد.
داستان فیلم اسیر به صورت غیرخطی و با استفاده از تکنیک بازگشت به گذشته روایت می‌شود.

## بازیگران
- رایان رینولدز
- اسکات اسپیدمن
- رزاریو داوسون
- میری انوس
- کوین دوراند
- الکسیا فاست
- بروس گرینوود
- الا بلنتاین
- پیتن کندی
- کریستین هورن
- آرسینه خانجیان